# Sungai Mengkuang
Sungai Mengkuang is een bestuurslaag in het regentschap Bungo van de provincie Jambi, Indonesië. Sungai Mengkuang telt 5581 inwoners (volkstelling 2010).